# Diversidad sexual en Irak
Las personas LGBTI en Irak se enfrentan a grandes desafíos legales y sociales no experimentados por otros residentes. La República de Irak ha mantenido una política anti personas LGBT desde su independencia en 1932. En 2024 se prohibieron explícitamente las relaciones entre personas del mismo sexo con pena de cárcel de entre 10 a 15 años, incluyendo además multas y deportación. Promocionar la homosexualidad, hombres que actúen como mujeres y doctores que realicen cirugías de reasignación de sexo también son prácticas ilegales mediante esta nueva ley y son penadas con cárcel. Es ilegal en Irak el matrimonio igualitario, la participación de homosexuales en el servicio militar y las uniones civiles. No existen leyes de protección para minorías LGBT y frecuentemente son víctimas de "justicia" por mano propia y de crímenes de honor.
Algunas milicias se han hecho conocidas debido a buscar y matar a homosexuales y transexuales iraquíes.[cita requerida]

## Aspectos legales
La mayor parte del actual Irak formó parte del Imperio Otomano hasta su partición tras la I Guerra Mundial. Existen numerosos testimonios homoeróticos de todo este período que indican que, aunque reprobada por las autoridades religiosas, la homosexualidad era una práctica común entre las élites políticas en el ámbito privado. En 1858, durante las reformas del Tanzimat, se aprobó el primer Código Penal, descriminalizando la homosexualidad en todo el territorio otomano.
Tras la disolución del Imperio otomano, el Mandato británico de Mesopotamia aprobó un nuevo Código Penal en 1918 cuyo capítulo XXIII penalizaba la sodomía con hasta 15 años de cárcel. En 1932 Irak consiguió su independencia y en 1969 estableció un nuevo Código Penal, que continuaba castigando la sodomía con hasta 17 años de prisión.

### Código Criminal Baazísta
La naturaleza del gobierno Baazísta hace dificultosa la tarea de reunir información definitiva acerca de la posición del partido Baazísta en relación con la orientación sexual o a la identidad de género. En las Naciones Unidas, la delegación iraquí, citando la religión pese a ser en la actualidad un estado laico como la principal causa de oposición a que exista una organización internacional que apoye los derechos homosexuales.
Las prácticas homosexuales entre dos adultos consensuales no eran oficialmente ilegales hasta el 2001, cuando se convirtió en un crimen capital. Antes de que se convierta oficialmente en ilegal, los homosexuales y bisexuales iraquíes que vivieron durante la década de 1980 y la de 1990 habían reportado desde ese entonces que el Partido Baaz había reprimido la homosexualidad y cerrado los establecimientos conocidos por funcionar como bares gais durante toda la década de 1990.
Es por ese tiempo también que el gobierno Baazísta perdió la Guerra del Golfo Pérsico y puede interpretarse que estas leyes duras que el gobierno adoptó fueron en respuesta a las revueltas tanto en el sur como en el norte del país, a las que el gobierno tuvo que enfrentar en un intento por estabilizar la situación entre los musulmanes sunitas y chiitas.
Además, la práctica conocida como el asesinato de honor fue legalizada comenzado la década de 1990, por lo que iraquíes LGBT podían ser ejecutados por sus propios parientes por haber llevado 'deshonor' a sus familias.

### Código Criminal Post-Baazísta
En 2003, Paul Bremer ordenó que el Código Penal Iraquí debía volver a ser como en 1969, mientras que el Código Civil Iraquí debía volver a la edición de 1972. Mientras que el Código Criminal no dice explícitamente nada acerca de la homosexualidad y del travestismo, este contiene 'provisiones' que podrían ser usadas para castigar prácticas como esas.
- Algunos reportes de noticias sobre el estatus legal de la homosexualidad en Irak habían afirmado que el Parágrafo 111 legaliza la práctica del asesinato por honor. Sin embargo, esta práctica está expresamente prohibida en el código criminal iraquí anterior a la década de 1990.